# Annuit cœptis

Mặt trái của Đại ấn Hoa Kỳ

Annuit cœptis (/ˈænjuɪt ˈsɛptɪs/; trong Tiếng Latinh cổ: [ˈannuɪt ˈkoe̯ptiːs]) là một trong hai khẩu hiệu ở mặt sau của Đại ấn Hoa Kỳ. (Phương châm thứ hai là Novus Ordo Seclorum; phương châm khác xuất hiện trên mặt phải (phía trước) bên của Đại ấn: E PLURIBUS UNUM.) Lấy từ tiếng Latinh từ annuo (người thứ ba số ít hiện tại hay hoàn hảo annuit), "gật đầu" hoặc "phê duyệt", và coeptum (số nhiều coepta), 'bắt đầu, cam kết', nó được dịch theo nghĩa đen, "[Thiên Chúa] ủng hộ chủ trương của chúng tôi" hoặc "[thiên Chúa] đã ủng hộ chủ trương của chúng tôi" (annuit có thể ở trong một trong hai hiện tại hoặc hoàn hảo căng thẳng)

## Trên Đại ấn
Năm 1782, Sam Adams bổ nhiệm một nghệ sĩ thiết kế, William Barton của Philadelphia, để đưa ra một đề xuất cho con dấu quốc gia. Ngược lại, Barton đề xuất một kim tự tháp mười ba tầng bên dưới Thiên Nhãn. Các mottos mà Barton đã chọn để đi cùng với thiết kế là Deo Favente ("với ân huệ của Thiên Chúa", hoặc theo nghĩa đen, "với Thiên Chúa ủng hộ") và Perennis ("vĩnh cửu"). Kim tự tháp và phương châm Perennis đã đến từ một hóa đơn tiền tệ lục địa trị giá 50 đô la do Francis Hopkinson thiết kế.

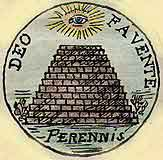
Thiết kế của Barton với Deo Favente và Perennis.

Barton giải thích rằng phương châm ám chỉ đến Thiên nhãn: "Deo favente ám chỉ đến Eye in the Arms, có nghĩa là cho Thiên nhãn". Trong nghệ thuật phương Tây, Thiên Chúa được truyền thống đại diện bởi Thiên nhãn, mà chủ yếu tượng trưng cho sự toàn trí của Thiên Chúa.

Khi thiết kế phiên bản cuối cùng của Đại ấn, Charles Thomson (một cựu giáo viên tiếng Latinh) giữ kim tự tháp và mắt cho phía ngược lại nhưng thay thế hai khẩu hiệu, sử dụng Annuit Cœptis thay vì Deo Favente (và Novus Ordo Seclorum thay vì Perennis). Khi ông đưa ra lời giải thích chính thức về ý nghĩa của phương châm này, ông viết:
Con mắt trên nó [kim tự tháp] và phương châm Annuit Cœptis ám chỉ đến nhiều sự giao thoa tín hiệu của sự quan tâm ủng hộ nguyên nhân của Mỹ.

## Thay đổi từDeo FaventethànhAnnuit Cœptis

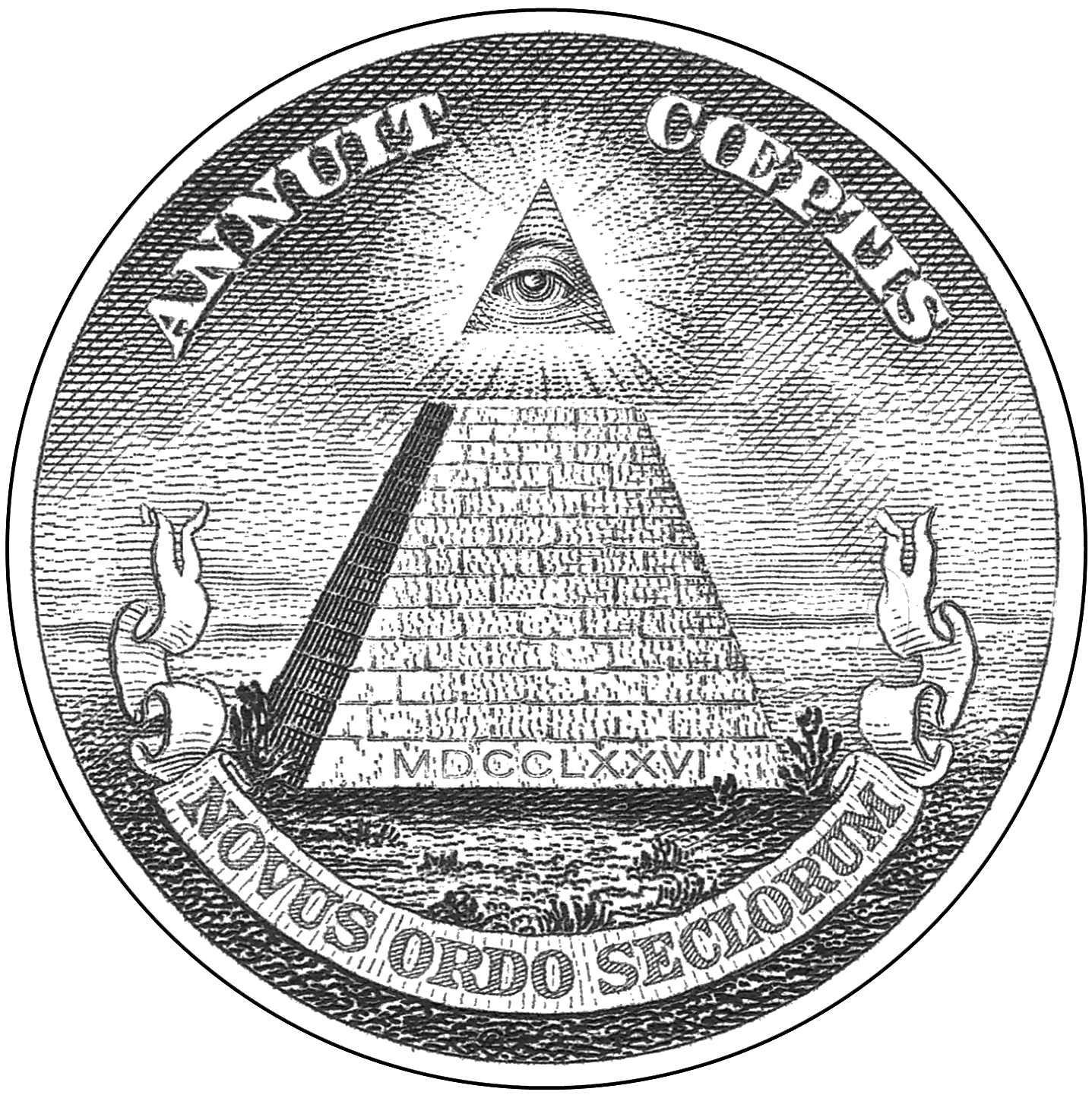
Chi tiết hóa đơn một đô la Mỹ.

Annuit Cœptis được dịch bởi Bộ Ngoại giao Mỹ, các Mint Mỹ và Bộ Tài chính Mỹ như, "[Thiên Chúa] đã ủng hộ chủ trương của chúng ta" (dấu ngoặc trong bản gốc). Tuy nhiên, tiếng Latinh gốc không nói rõ ai (hoặc cái gì) là chủ ngữ của câu. Robert Hieronimus, người đã viết bằng tiến sĩ luận án về phần này của Đại ấn,  lập luận rằng ý định của Thomson là tìm một cụm từ có chứa chính xác 13 chữ cái để phù hợp với chủ đề của con dấu. Trên mặt trái là E Pluribus Unum (13 chữ cái), cùng với 13 ngôi sao, 13 sọc ngang (trên lá chắn trên mặt sau của US $ 1 Đô la Bill), 13 sọc dọc, 13 mũi tên, 13 lá ô liu và 13 ô liu. Các hình cụt theo phương châm, Annuit Cœptis, có 13 lớp. Theo Hieronimus, Annuit Cœptis có 13 chữ cái và được chọn để phù hợp với chủ đề. Deo Favente chỉ có mười chữ cái.